# チャイナ・オープン (テニス)

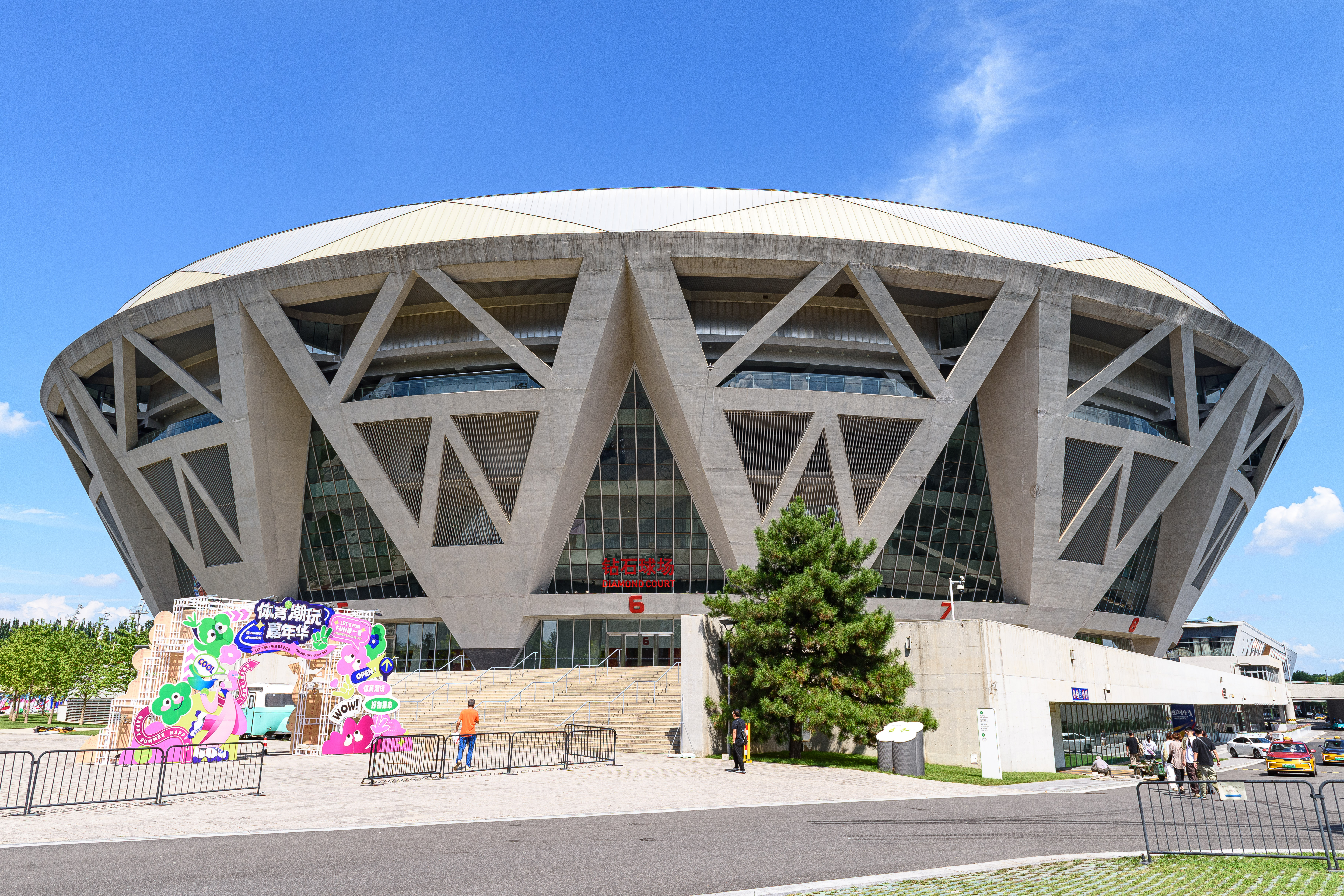
国家テニスセンター（2024年）

チャイナ・オープンは中国北京市の国家テニスセンターで開催されるテニストーナメント。

## 概要
第1回は1993年で、優勝者はマイケル・チャンであった。その後、チャンは3連覇を果たすが、1998年から5年間中断。2004年から再開され、2009年以降は北京オリンピックの会場であった国家テニスセンターに会場を移り、同時にATPツアー500、WTAプレミアトーナメントのカテゴリが割り当てられた。

## 歴代優勝者

### 男子シングルス
| 年               | 優勝者                   | 準優勝者                         | 決勝結果                |
| ---------------- | ------------------------ | -------------------------------- | ----------------------- |
| ↓ ATPツアー250 ↓ |                          |                                  |                         |
| 1993年           | マイケル・チャン         | グレグ・ルーゼドスキー           | 7-6(7-5), 6-7(6-8), 6-4 |
| 1994年           | マイケル・チャン         | アンダース・ヤリード             | 7-5, 7-5                |
| 1995年           | マイケル・チャン         | レンツォ・ファーラン             | 7-5, 6-3                |
| 1996年           | グレグ・ルーゼドスキー   | マルティン・ダム                 | 7-6(7-5), 6-4           |
| 1997年           | ジム・クーリエ           | マグヌス・グスタフソン           | 7-6(12-10), 3-6, 6-3    |
| 1998年–2003年    | 開催なし                 | 開催なし                         | 開催なし                |
| 2004年           | マラト・サフィン         | ミハイル・ユージニー             | 7-6(7-4), 7-5           |
| 2005年           | ラファエル・ナダル       | ギリェルモ・コリア               | 5-7, 6-1, 6-2           |
| 2006年           | マルコス・バグダティス   | マリオ・アンチッチ               | 6-4, 6-0                |
| 2007年           | フェルナンド・ゴンサレス | トミー・ロブレド                 | 6-1, 3-6, 6-1           |
| 2008年           | アンディ・ロディック     | ドゥディ・セラ                   | 6-4, 6-7 (6-8), 6-3     |
| ↓ ATPツアー500 ↓ |                          |                                  |                         |
| 2009年           | ノバク・ジョコビッチ     | マリン・チリッチ                 | 6-2, 7-6(7-4)           |
| 2010年           | ノバク・ジョコビッチ     | ダビド・フェレール               | 6-2, 6-4                |
| 2011年           | トマーシュ・ベルディハ   | マリン・チリッチ                 | 3-6, 6-4, 6-1           |
| 2012年           | ノバク・ジョコビッチ     | ジョー＝ウィルフリード・ツォンガ | 7-6(7-4), 6-2           |
| 2013年           | ノバク・ジョコビッチ     | ラファエル・ナダル               | 6-3, 6-4                |
| 2014年           | ノバク・ジョコビッチ     | トマーシュ・ベルディハ           | 6-0, 6-2                |
| 2015年           | ノバク・ジョコビッチ     | ラファエル・ナダル               | 6-2, 6-2                |
| 2016年           | アンディ・マリー         | グリゴール・ディミトロフ         | 6-4, 7-6(7-2)           |
| 2017年           | ラファエル・ナダル       | ニック・キリオス                 | 6-2, 6-1                |
| 2018年           | ニコロズ・バシラシビリ   | フアン・マルティン・デル・ポトロ | 6-4, 6-4                |
| 2019年           | ドミニク・ティーム       | ステファノス・チチパス           | 3-6, 6-4, 6-1           |
| 2020年           | 開催中止                 | 開催中止                         | 開催中止                |
| 2021年           | 開催中止                 | 開催中止                         | 開催中止                |
| 2022年           | 開催中止                 | 開催中止                         | 開催中止                |
| 2023年           | ヤニック・シナー         | ダニール・メドベージェフ         | 7-6(7-2), 7-6(7-2)      |
| 2024年           | カルロス・アルカラス     | ヤニック・シナー                 | 6-7(6-8), 6-4, 7-6(7-3) |

### 男子ダブルス
| 年               | 優勝者                                          | 準優勝者                                              | 決勝結果                |
| ---------------- | ----------------------------------------------- | ----------------------------------------------------- | ----------------------- |
| ↓ ATPツアー250 ↓ |                                                 |                                                       |                         |
| 1993年           | ポール・アナコーン ダグ・フラック               | ヤッコ・エルティン ポール・ハーフース                 | 7-6, 6-3                |
| 1994年           | トミー・ホー ケント・キニア                     | デビッド・アダムズ アンドレイ・オルホフスキー         | 7-6, 6-3                |
| 1995年           | トミー・ホー セバスチャン・ラルー               | ディック・ノーマン フェルノン・ヴィビール             | 7-6, 7-6                |
| 1996年           | マルティン・ダム アンドレイ・オルホフスキー     | パトリック・キューネン ゲイリー・ミュラー             | 6-4, 7-5                |
| 1997年           | マヘシュ・ブパシ リーンダー・パエス             | ジム・クーリエ アレックス・オブライエン               | 7-5, 7-6                |
| 1998年–2003年    | 開催なし                                        | 開催なし                                              | 開催なし                |
| 2004年           | ジャスティン・ギメルストブ グレイドン・オリバー | アレックス・ボゴモロフ・ジュニア テーラー・デント     | 4-6, 6-4, 7-6           |
| 2005年           | ジャスティン・ギメルストブ ネイサン・ヒーリー   | ドミトリー・トゥルスノフ ミハイル・ユージニー         | 4-6, 6-3, 6-2           |
| 2006年           | マヘシュ・ブパシ マリオ・アンチッチ             | ミハエル・ベレール ケネス・カールセン                 | 6-4, 6-3                |
| 2007年           | リック・デ・フェスト アシュレー・フィッシャー   | クリス・ハガード 盧彦勳                               | 6-7, 6-0, [10-6]        |
| 2008年           | ステファン・フース ロス・ハッチンス             | アシュレー・フィッシャー ボビー・レイノルズ           | 7-5, 6-4                |
| ↓ ATPツアー500 ↓ |                                                 |                                                       |                         |
| 2009年           | ボブ・ブライアン マイク・ブライアン             | マーク・ノールズ アンディ・ロディック                 | 6-4, 6-2                |
| 2010年           | ボブ・ブライアン マイク・ブライアン             | マリウシュ・フィルステンベルク マルチン・マトコフスキ | 6-1, 7-6(7-5)           |
| 2011年           | ミカエル・ロドラ ネナド・ジモニッチ             | ロベルト・リンドステット ホリア・テカウ               | 7-6(7-2), 7-6(7-4)      |
| 2012年           | ボブ・ブライアン マイク・ブライアン             | カルロス・ベルロク デニス・イストミン                 | 6-3, 6-2                |
| 2013年           | マックス・ミルヌイ ホリア・テカウ               | ファビオ・フォニーニ アンドレアス・セッピ             | 6-4, 6-2                |
| 2014年           | ジャン＝ジュリアン・ロイヤー ホリア・テカウ     | ジュリアン・ベネトー バセク・ポシュピシル             | 6-7(6-8), 7-5, [10-5]   |
| 2015年           | バセク・ポシュピシル ジャック・ソック           | ダニエル・ネスター エドゥアール・ロジェ＝バセラン     | 3-6, 6-3, [10-6]        |
| 2016年           | パブロ・カレーニョ・ブスタ ラファエル・ナダル   | ジャック・ソック バーナード・トミック                 | 6-7(6-8), 6-2, [10-8]   |
| 2017年           | ヘンリ・コンティネン ジョン・ピアーズ           | ジョン・イスナー ジャック・ソック                     | 6-3, 3-6, [10-7]        |
| 2018年           | ルカシュ・クボット マルセロ・メロ               | オリバー・マラチ マテ・パビッチ                       | 6-1, 6-4                |
| 2019年           | イワン・ドディグ フィリプ・ポラセック           | ルカシュ・クボット マルセロ・メロ                     | 6-3, 7-6(7-4)           |
| 2020年           | 開催中止                                        | 開催中止                                              | 開催中止                |
| 2021年           | 開催中止                                        | 開催中止                                              | 開催中止                |
| 2022年           | 開催中止                                        | 開催中止                                              | 開催中止                |
| 2023年           | Ivan Dodig (2) Austin Krajicek                  | Wesley Koolhof Neal Skupski                           | 6-7(12-14), 6-3, [10-5] |
| 2024年           | Simone Bolelli Andrea Vavassori                 | Harri Heliövaara Henry Patten                         | 4–6, 6–3, [10–5]        |

### 女子シングルス
| 年            | 優勝者                       | 準優勝者                       | 決勝結果      |
| ------------- | ---------------------------- | ------------------------------ | ------------- |
| 1994年        | ヤユク・バスキ               | 長塚京子                       | 6-4, 6-2      |
| 1995年        | リンダ・ワイルド             | 王思婷                         | 7-5, 6-2      |
| 1996年        | 王思婷                       | 陳莉                           | 6-3, 6-4      |
| 1997年–1999年 | 開催なし                     | 開催なし                       | 開催なし      |
| 2000年        | メガン・ショーネシー         | イロダ・ツルヤガノワ           | 7-6, 7-5      |
| 2001年        | モニカ・セレシュ             | ニコル・プラット               | 6-2, 6-3      |
| 2002年        | アンナ・スマシュノワ         | アンナ・クルニコワ             | 6-2, 6-3      |
| 2003年        | エレーナ・デメンチェワ       | チャンダ・ルビン               | 6-3, 7-6      |
| 2004年        | セリーナ・ウィリアムズ       | スベトラーナ・クズネツォワ     | 4-6, 7-5, 6-4 |
| 2005年        | マリア・キリレンコ           | アンナ＝レナ・グローネフェルト | 6-3, 6-4      |
| 2006年        | スベトラーナ・クズネツォワ   | アメリ・モレスモ               | 6-4, 6-0      |
| 2007年        | アグネシュ・サバイ           | エレナ・ヤンコビッチ           | 6-7, 7-5, 6-2 |
| 2008年        | エレナ・ヤンコビッチ         | スベトラーナ・クズネツォワ     | 6-3, 6-2      |
| 2009年        | スベトラーナ・クズネツォワ   | アグニエシュカ・ラドワンスカ   | 6-2, 6-4      |
| 2010年        | キャロライン・ウォズニアッキ | ベラ・ズボナレワ               | 6-3, 3-6, 6-3 |
| 2011年        | アグニエシュカ・ラドワンスカ | アンドレア・ペトコビッチ       | 7-5, 0-6, 6-4 |
| 2012年        | ビクトリア・アザレンカ       | マリア・シャラポワ             | 6-3, 6-1      |
| 2013年        | セリーナ・ウィリアムズ       | エレナ・ヤンコビッチ           | 6-2, 6-2      |
| 2014年        | マリア・シャラポワ           | ペトラ・クビトバ               | 6-4, 2-6, 6-3 |
| 2015年        | ガルビネ・ムグルサ           | ティメア・バシンスキー         | 7-5, 6-4      |
| 2016年        | アグニエシュカ・ラドワンスカ | ジョアンナ・コンタ             | 6-4, 6-2      |
| 2017年        | キャロリン・ガルシア         | シモナ・ハレプ                 | 6-4, 7-6(7-3) |
| 2018年        | キャロライン・ウォズニアッキ | アナスタシヤ・セバストワ       | 6-3, 6-3      |
| 2019年        | 大坂なおみ                   | アシュリー・バーティ           | 3-6, 6-3, 6-2 |
| 2020年        | 開催中止                     | 開催中止                       | 開催中止      |
| 2021年        | 開催中止                     | 開催中止                       | 開催中止      |
| 2022年        | 開催中止                     | 開催中止                       | 開催中止      |
| 2023年        | イガ・シフィオンテク         | リュドミラ・サムソノワ         | 6-2, 6-2      |
| 2024年        | コリ・ガウフ                 | カロリナ・ムホバ               | 6-1, 6-3      |

### 女子ダブルス
| 年            | 優勝者                                                    | 準優勝者                                          | 決勝結果               |
| ------------- | --------------------------------------------------------- | ------------------------------------------------- | ---------------------- |
| 1994年        | 陳莉 李芳                                                 | Kerry-Anne Guse Valda Lake                        | 6-0, 6-2               |
| 1995年        | Claudia Porwik リンダ・ワイルド                           | Stephanie Rottier 王思婷                          | 6-1, 6-0               |
| 1996年        | 雉子牟田直子 佐伯美穂                                     | 細木祐子 Kazue Takuma                             | 7-5, 6-4               |
| 1997年–1999年 | 開催なし                                                  | 開催なし                                          | 開催なし               |
| 2000年        | リリア・オスターロー タマリネ・タナスガーン               | リタ・グランデ メガン・ショーネシー               | 7-5, 6-1               |
| 2001年        | リーゼル・フーバー レンカ・ネメチコバ                     | エビー・ドミニコビッチ タマリネ・タナスガーン     | 6-0, 7-5               |
| 2002年        | アンナ・クルニコワ ジャネット・リー                       | 藤原里華 杉山愛                                   | 7-5, 6-3               |
| 2003年        | エミリー・ロワ ニコル・プラット                           | 杉山愛 タマリネ・タナスガーン                     | 6-3, 6-3               |
| 2004年        | エマヌエル・ガリアルディ ディナラ・サフィナ               | ヒセラ・ドゥルコ マリア・ベント＝カブチ           | 6-4, 6-4               |
| 2005年        | ヌリア・リャゴステラ・ビベス マリア・ベント＝カブチ       | 晏紫 鄭潔                                         | 6-2, 6-4               |
| 2006年        | ビルヒニア・ルアノ・パスクアル パオラ・スアレス           | アンナ・チャクベタゼ エレーナ・ベスニナ           | 6-2, 6-4               |
| 2007年        | 荘佳容 謝淑薇                                             | 韓馨蘊 徐一幡                                     | 7-6(7-1), 6-3          |
| 2008年        | アナベル・メディナ・ガリゲス キャロライン・ウォズニアッキ | 韓馨蘊 徐一幡                                     | 6-1, 6-3               |
| 2009年        | 謝淑薇 彭帥                                               | アーラ・クドゥリャフツェワ エカテリーナ・マカロワ | 6-3, 6-1               |
| 2010年        | オリガ・ゴボルツォワ 荘佳容                               | ヒセラ・ドゥルコ フラビア・ペンネッタ             | 6-7(2-7), 6-1, [10-7]  |
| 2011年        | クベタ・ペシュケ カタリナ・スレボトニク                   | ヒセラ・ドゥルコ フラビア・ペンネッタ             | 6-3, 6-4               |
| 2012年        | エカテリーナ・マカロワ エレーナ・ベスニナ                 | ヌリア・リャゴステラ・ビベス サニア・ミルザ       | 7-5, 7-5               |
| 2013年        | カーラ・ブラック サニア・ミルザ                           | ベラ・ドゥシェビナ アランチャ・パラ・サントンハ   | 6-2, 6-2               |
| 2014年        | アンドレア・フラバーチコバ 彭帥                           | カーラ・ブラック サニア・ミルザ                   | 6-4, 6-4               |
| 2015年        | マルチナ・ヒンギス サニア・ミルザ                         | 詹詠然 詹皓晴                                     | 6-7(9-11), 6-1, [10-8] |
| 2016年        | ベサニー・マテック＝サンズ ルーシー・サファロバ           | キャロリン・ガルシア クリスティナ・ムラデノビッチ | 6-4, 6-4               |
| 2017年        | 詹詠然 マルチナ・ヒンギス                                 | ティメア・バボシュ アンドレア・フラバーチコバ     | 6-1, 6-4               |
| 2018年        | アンドレア・フラバーチコバ バルボラ・ストリコバ           | ガブリエラ・ダブロウスキー 徐一幡                 | 4-6, 6-4, [10-8]       |
| 2019年        | ソフィア・ケニン ベサニー・マテック＝サンズ               | エレナ・オスタペンコ ダヤナ・ヤストレムスカ       | 6-3, 6-7(5-7), [10-7]  |
| 2020年        | 開催中止                                                  | 開催中止                                          | 開催中止               |
| 2021年        | 開催中止                                                  | 開催中止                                          | 開催中止               |
| 2022年        | 開催中止                                                  | 開催中止                                          | 開催中止               |
| 2023          | Marie Bouzková Sara Sorribes Tormo                        | Chan Hao-ching Giuliana Olmos                     | 3-6, 6-0, [10-4]       |